# Krekova koča na Ratitovcu
Krekova koča na Ratitovcu (1642 m) stoji na travnati planoti tik ob Gladkem vrhu (1667 m), kjer se Ratitovčevo sleme strmo prevesi v jugovzhodno pobočje.
Prvo kočo je postavila selška podružnica SPD in je bila odprta 9. avgusta 1925 kot Krekova koča. Poimenovana je po Janezu Evangelistu Kreku (1865-1917), med drugim organizatorju slovenskega zadružništva, ki je menda rad hodil na Ratitovec. Med drugo svetovno vojno, natančneje 1. maja 1943 je bila požgana. Leta 1954 je PD Železniki postavilo novo kočo. Leta 1968 so zgradili prizidek, leta 1987 je bil zgrajen sanitarni prizidek z zimsko sobo. Leta 1999 pa so jo priključili na javno električno omrežje ter jo začeli ponovno prenavljati. Popolna prenova je bila končana leta 2004. Koča ima po prenovi v štirih gostinskih prostorih 100 sedežev, točilni pult; v 3 sobah je 12 postelj, na skupnem ležišču pa 12 ležišč; WC, umivalnica z mrzlo vodo. En gostinski prostor ogrevajo s kmečko pečjo, voda je kapnica.
200 m od Krekove koče je t. i. »mala koča«, ki je bila postavljena leta 1990 in služi kot zimska soba in je odprta celo leto. Pozimi se v njej nahaja knjiga vpisov, kamor se vpisujejo redni obiskovalci Ratitovca.
V glavni sezoni, od junija do septembra, je Krekova koča odprta vsak dan, v preostalih mesecih pa samo ob vikendih ter praznikih.
Do koče vodi veliko poti, najbolj znana pa je pot s Prtovča, ena po levi čez Poden in ena pot po desni čez Razor. Pri obeh variantah je čas hoje približno eno uro in pol.

## Razgledi
Koča, še bolj pa Gladki vrh, nudi obširen razgled. Na vzhodni strani se razteza Križnogorsko sleme in spodnji del Selške doline; proti jugovzhodu se vrstijo vrhovi Lubnik, Stari in Mladi vrh ter Koprivnik, za njimi pa Sorško polje in Ljubljanska kotlina ter v daljavi Posavsko hribovje; še dlje na obzorju je Snežnik. Na jugu je Blegoš, na jugozahodni strani vidimo  vasi Torka in Ravne, na drugi strani Selške doline razpotegnjeno Davčo, nad njo Porezen in Trnovski gozd. Proti zahodu je venec Spodnjih Bohinjskih gora s Črno prstjo, Rodico in Voglom. Na severozahodu preko Jelovice in Pokljuke pogled seže do Triglava, na severu vidimo Karavanke in Kamniške Alpe.

## Vzponi na vrhove
- Altemaver (1679 m), 0.20 h (Lahka planinska pot)
- Kosmati vrh (1643 m), 1.00 h (Lahka planinska pot)